# STS-128
STS-128 foi uma missão da NASA realizada pelo ônibus espacial Discovery que transportou o Módulo de Logística Multifuncional Leonardo com novos equipamentos para a Estação Espacial Internacional, possibilitando aparelhar a ISS para a nova tripulação permanente de seis astronautas. O lançamento ocorreu às 3h59 UTC na madrugada do dia 29 de agosto de 2009.
Foi a missão 17A para a construção da ISS, sendo o 128° voo de um ônibus espacial e a 30ª missão, deste tipo de nave, até a ISS.

## Tripulação
| Posição                  | Astronauta         | Duração         | Pousou na |
| ------------------------ | ------------------ | --------------- | --------- |
| Comandante               | Frederick Sturckow | 13d 20h 53m 43s | STS-128   |
| Piloto                   | Kevin Ford         | 13d 20h 53m 43s | STS-128   |
| Especialista de missão 1 | Patrick Forrester  | 13d 20h 53m 43s | STS-128   |
| Especialista de missão 2 | José Hernández     | 13d 20h 53m 43s | STS-128   |
| Especialista de missão 3 | Christer Fuglesang | 13d 20h 53m 43s | STS-128   |
| Especialista de missão 4 | John Olivas        | 13d 20h 53m 43s | STS-128   |
| Engenheira de voo 5      | Nicole Stott       | 90d 10h 44m 43s | STS-129   |

### Trazido da ISS
| Posição           | Astronauta    | Duração         | Lançou na |
| ----------------- | ------------- | --------------- | --------- |
| Engenheiro de voo | Timothy Kopra | 58d 02h 50m 10s | STS-127   |

## Objetivos
Os principais objetivos programados da STS-128 são realizar três caminhadas espaciais com o objetivo de remover e substituir experimentos do lado de fora do laboratório da ESA, o Columbus, substituir um tanque de amônia. O Discovery também transportará o Módulo de Logística Multifuncional Leonardo com com novos equipamentos, entre eles uma nova esteira e experimentos científicos (com ratos geneticamente modificados), possibilitando incrementar a ISS para a nova tripulação permanente de seis pessoas.

## Pré-Lançamento
O início da missão STS-128 estava agendado para 7 de agosto de 2009, contudo devido aos sucessivos atrasos no começo da STS-127, provocados pelo  vazamento de hidrogênio no sistema de abastecimento do tanque externo, o lançamento foi marcado para o dia 25 de agosto de 2009. No dia 5 de agosto o Discovery é transportado para a plataforma de lançamento, contudo uma tempestade com trovões atrasou o procedimento. Em 24 de agosto a Nasa havia confirmado o lançamento para a madrugada do dia 25 de agosto. Contudo, foi cancelado devido ao mau tempo no KSC. A agência espacial norte-americana remarcou o lançamento para a madrugada do dia 26, que foi também adiado devido a problemas em uma válvula de combustível. A Nasa anunciou que que uma nova tentativa para o lançameto seria feita no dia 28 de agosto de 2009, contudo foi também postergado para que os engenheiros da agência espacial pudesse fazer um nova avaliação e o início do voo foi agendado para o dia 29 do mesmo mês quando finalmente ocorreu o lançamento.

## Dia a dia
29 de agosto - Sábado
Após três cancelamentos o Discovery parte transportando sete toneladas de equipamentos para a ISS.
31 de agosto - Segunda-feira
O ônibus espacial Discovery se acoplou com sucesso à ISS, as cerca de oito toneladas em equipamentos incluindo um seis ratos geneticamente manipulados foram transferidas para a Estação Espacial Internacional. Os astronautas aproveitaram o sucesso da acoplagem para comemorar o 25º aniversário do primeiro voo do Discovery.
1 de setembro - Terça-feira
Dois astronautas do Discovery se preparam para realizar a primeira das três saídas ao espaço, John Olivas e Nicole Stott passaram praticamente a noite toda na câmara de descompressão da ISS, um dos objetivos é desmontar um grande reservatório vazio de amoníaco em uma das plataformas da Estação, que serve para a refrigeração, será usado o braço robótico que o colocará posteriormente no compartimento de carga da nave.
2 de setembro - Quarta-feira
Os astronautas John Olivas e Nicole Stott realizaram a primeira das três caminhadas especiais. Na jornada de trabalho que durou mais seis horas eles tiraram um tanque de amoníaco da viga central da ISS, esse tanque, que será substituído, faz parte do sistema de esfriamento do complexo "Alfa". O único problema ocorreu quando as comunicações foram interrompidas durante mais de meia hora entre os astronautas e o controle da missão no Centro da Nasa, em Houston.
3 de setembro - Quinta-feira
John Olivas e Christer Fuglesang deram início a segunda caminhada espacial da missão, os astronautas flutuaram para o espaço mesmo com o fato de que um grande pedaço de lixo orbital se encaminha em direção à ISS, a NASA descartou qualquer tipo de manobra para desviar a Estação Espacial Internacional do objeto, que é uma parte de um velho foguete europeu de 20 metros quadrados, previsto para passar dentro de um raio de 3 km do ônibus espacial Discovery e da ISS.
4 de setembro - Sexta-feira
Os astronautas Olivas e Fuglesang concluíram a segunda caminha espacial onde declaram "Foram realizadas todas as tarefas previstas", após mais de seis horas e meias de trabalhos eles instalaram um novo tanque de amoníaco no complexo, para substituir o tanque que havia sido extraído durante a primeira caminhada.
6 de setembro - Domingo
Os astronautas do ônibus espacial Discovery concluíram a terceira e última caminhada espacial, onde por mais de sete horas instalaram novos equipamentos na Estação Espacial Internacional, porém sem completar todas as conexões previstas. Danny Olivas e Christer Fuglesang, da Agência Espacial Europeia (ESA), iniciaram as manobras na tarde do dia anterior e retornaram à nave ao fim da noite, o problemas encontrado foi que "durante a conexão de um dos dois grupos de cabos da aviônica do Nodo 3, não conseguiram ligar um dos conectores", explicou a Nasa. Eles então envolveram o cabo e o conector em uma capa para proteção.
8 de setembro - Terça-feira
O ônibus espacial Discovery se desacoplou da ISS às 19h26 GMT, para iniciar seu retorno à Terra. Pouco depois de se separar da estação orbital, o Discovery sobrevoou a estação para fotografá-la, uma operação que realizada depois de cada missão.
10 de setembro - Quinta-feira
Foi realizada uma manobra para modificar a trajetória do ônibus espacial Discovery com o objetivo de evitar uma eventual colisão com um objeto não identificado, os procedimentos decorrem às 16h02 GMT e os astronautas precisaram para isso ativar um dos pequenos motores orbitais da nave. Os coordenadores da missão acreditam que se trata de um objeto não identificado possivelmente perdido durante a terceira e última caminhada espacial.
A Nasa acabou adiando a aterrissagem do ônibus espacial até o dia seguinte devido ao mau tempo em sua base na Flórida.
11 de setembro - Sexta-feira
O pouso do ônibus espacial Discovery foi transferido para pista da base Edwards, na Califórnia, devido ao mau tempo na Flórida, onde duas aterrissagens já haviam sido adiadas anteriormente. A medida foi anunciada depois que os meteorologistas da NASA informaram serem mínimas as possibilidades de melhora. A aterrissagem ocorreu com sucesso às 20h53 local (21h53 Brasília).

## Caminhadas espaciais
| EVA # | Astronautas | Início UTC          | Fim (UTC)           | Duração             |
| ----- | --- | ------------------- | ------------------- | ------------------- |
| EVA 1 | John Olivas Nicole Stott | 1 de setembro 21:49 | 2 de setembro 04:24 | 6 horas, 35 minutos |
| EVA 1 | Inicio dos preparativos para a substituição de um tanque vazio de amônia que está localizado sobre a estrutura da estação. Os astronautas também irão recolher experimentos que estão localizados no lado de fora do módulo Columbus e arrumá-los no compartimento para o regresso à Terra. |                     |                     |                     |
| EVA 2 | John Olivas Christer Fuglesang | 3 de setembro 22:12 | 4 de setembro 04:51 | 6 horas, 39 minutos |
| EVA 2 | Substituição do tanque de amônia, com a instalação de um novo. |                     |                     |                     |
| EVA 3 | John D. Olivas Christer Fuglesang | 5 de setembro 20:39 | 6 de setembro 03:40 | 7 horas, 01 minutos |
| EVA 3 | Início dos preparativos para a chegada do módulo Tranquility, com mudança no cabeamento da estação. O Tranquility está previsto para ser acoplado em fevereiro de 2010, na missão STS-130.                                                                                                  |                     |                     |                     |

## Hora de acordar
No que se tornou uma tradição nas missões espaciais, é tocada uma música no começo de cada dia, escolhida especialmente por terem uma ligação com algum tripulante ou mesmo com a situação de momento
- Dia 2 "Back In The Saddle Again” do Gene Autry tocada para Frederick Sturckow WAV MP3
- Dia 3 "Made to Love" do TobyMac tocada para Nicole Stott WAV MP3
- Dia 4 "Mi Tierra" da Gloria Estefan tocada para Jose Hernandez WAV MP3
- Dia 5 "Indiana, Our Indiana" do Indiana University Band tocada para Kevin Ford WAV MP3
- Dia 6 "What A Wonderful World" do Louis Armstrong tocada para Christer Fuglesang WAV MP3
- Dia 7 "There is a God" do 33 Miles tocada para Patrick Forrester WAV MP3
- Dia 8 "What A Wonderful World" do Louis Armstrong tocada para Christer Fuglesang WAV MP3
- Dia 9 "What A Wonderful World" do José Alfredo Jiménez tocada para José HernándezWAV MP3
- Dia 10 "El Hijo del Pueblo" do Louis Armstrong tocada para Patrick ForresterWAV MP3
- Dia 11 "Only One" do Jeremy Kay tocada para John Olivas WAV MP3
- Dia 12 "Beautiful Day" do U2 tocada para Timothy Kopra WAV MP3
- Dia 13 "Sailing" do Rod Stewart tocada para Christer Fuglesang WAV MP3
- Dia 14 "Good Day Sunshine" do The Beatles tocada para Kevin Ford WAV MP3
- Dia 15 "Big Boy Toys" do Aaron Tippin tocada para Frederick Sturckow WAV MP3